# Atractodes provancheri
Atractodes provancheri är en stekelart som beskrevs av Dalla Torre 1902. Atractodes provancheri ingår i släktet Atractodes och familjen brokparasitsteklar. Inga underarter finns listade.